# Grabówki (gromada)
Grabówki – dawna gromada, czyli najmniejsza jednostka podziału terytorialnego Polskiej Rzeczypospolitej Ludowej w latach 1954–1972.
Gromady, z gromadzkimi radami narodowymi (GRN) jako organami władzy najniższego stopnia na wsi, funkcjonowały od reformy reorganizującej administrację wiejską przeprowadzonej jesienią 1954 do momentu ich zniesienia z dniem 1 stycznia 1973, tym samym wypierając organizację gminną w latach 1954–1972.
Gromadę Grabówki z siedzibą GRN w Grabówkach utworzono – jako jedną z 8759 gromad na obszarze Polski – w powiecie krakowskim w woj. krakowskim, na mocy uchwały nr 22/IV/54 WRN w Krakowie z dnia 6 października 1954. W skład jednostki weszły obszary dotychczasowych gromad Sygneczów, Podstolice i Grabówki oraz przysiółek Babiny z dotychczasowej gromady Siercza ze zniesionej gminy Koźmice Wielkie w tymże powiecie. Dla gromady ustalono 18 członków gromadzkiej rady narodowej.
30 czerwca 1960 z gromady Grabówki wyłączono wsie Podstolice i Sygneczów włączając je do gromady Koźmice Wielkie, po czym gromadę Grabówki zniesiono a jej (pozostały) obszar włączono do nowo utworzonej gromady Wieliczka.